# 斯图加特国立美术馆
斯图加特国立美术馆（德語：Staatsgalerie Stuttgart）是德国巴登-符騰堡邦的一座美术馆和艺术博物馆。它于1843年开放，主要展出中世纪末期的绘画作品和19世纪的雕塑作品，并收藏着丰富的图文集。1984年由詹姆斯·斯特林设计的新美术馆落成，并被认为是德国后现代主义建筑风格中的代表作。
该馆是德国最受欢迎的博物馆之一，收藏了14世纪至今的许多杰作。雄伟的博物馆建筑群和丰富的收藏品相呼应，体现了传统与现代之间的紧密联系。展馆重要的藏品包括约40万件图形收藏品，旧斯瓦比亚面板绘画和19世纪斯瓦比亚古典主义的杰出作品。而从1900年至1980年间的古典现代主义作品也是展馆收藏的亮点。比如说奧斯卡·施萊默的《三人芭蕾》雕塑像，亨利·马蒂斯的《裸体》（Rückenakte，1909年－1930年）以及毕加索的许多作品，比如说还有雕塑群《洗澡的人》（die badenden）和艺术家约瑟夫·博伊斯的设计品。

## 建筑和历史
斯图加特國立美术馆约12，000平方米，由三个建筑主体组成，分别是可追溯到1843的旧馆，建于1984年的后现代建筑新馆以及2002年新增斯泰布大厅，其中每一个建筑主体都携带着不同的定义。

### 成立
该美术馆的历史可以追溯到1843开放的一个综合性的精美艺术博物馆（德语：Museum der Bildenden Künste），当时的展品主要是斯图加特艺术学校及该地域相关的艺术收藏。

### 老美术馆
古典主义建筑风格的老美术馆，作为德国早期的博物馆建筑之一，被安置在斯图加特皇家艺术学院旁。当时皇家艺术学院也是艺术收藏馆，主要收藏艺术系学生的作品，包括绘画，各种石膏雕塑和铜版画作品。旧馆是一座三翼楼，由建筑师戈特罗布·乔治·巴尔特于1838到1842年设计建造，并最终在1843年作为美术博物馆开放。1881年到1888年期间，Albert von Bok在原有基础上扩建了建筑的两翼。整个19世纪，皇家艺术学院的教授们也是当时各自学科中的领军人物。
1901年至1907年间，在康拉德·馮·蘭格的指导下，对画廊的各展厅重新进行了设计，并首次系统地安排了展品的布置。

1930年至1944年间，铜版画陈列室移置前王储宫殿，并在那开设了新的符騰堡邦艺术部门

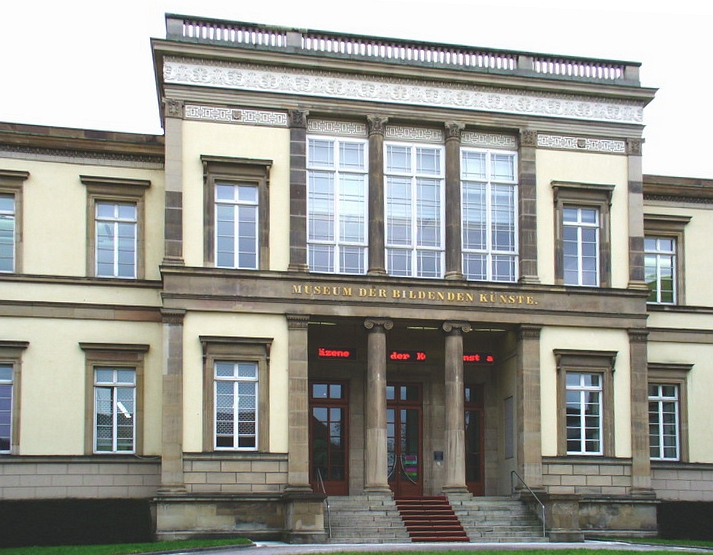
老国立美术馆

1994年，也就是在第二次世界大战中旧馆受到轰炸近乎被毁，于1946年重建并在1958年重新开放。
2006年至2010年间进行了大规模的翻新。
铜版画陈列室的照片集被收藏在蒂宾根大学的艺术史学院照片收藏中，并由此大学博物馆进行管理。

### 新美术馆

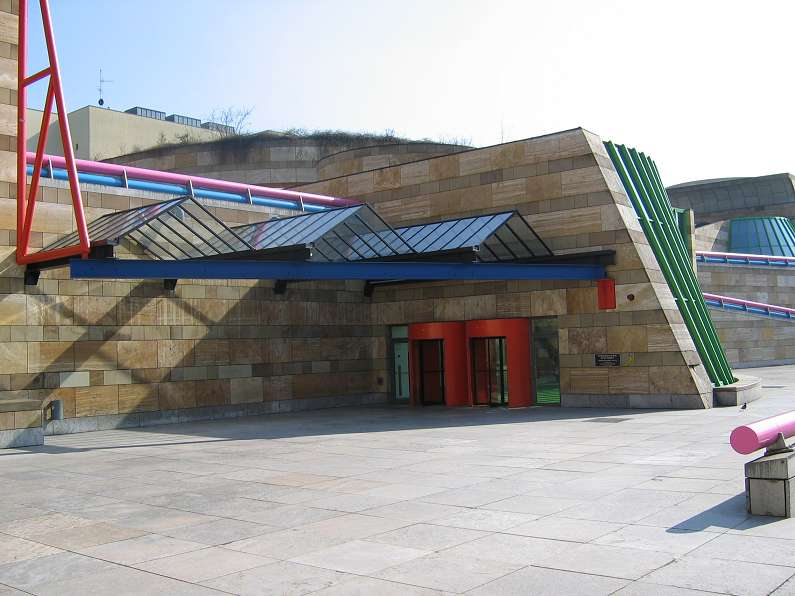
新国立美术馆

新美术馆是一座有争议的建筑，由詹姆斯·斯特林设计，1984年3月9日开幕，紧邻老美术馆。它收藏20世纪现代艺术作品，从巴勃羅·畢卡索到奧斯卡·施萊默、胡安·米羅和约瑟夫·博伊斯。
1974年，巴登-符騰堡邦为博物馆场地举办了总体创意比赛。1977年，又举办了一场国际建筑竞赛，主要内容是扩展老美术馆，在保持和老美术馆联系的基础上建立一座能重振斯图加特文化氛围的新國立美术馆。当时，除了包括甘特·班尼奇在内的七位1974年的获奖者外，还邀请了四位外国人参加，其中便包括詹姆斯·斯特林。最终，当时在伦敦Michael Wilford事务所工作的詹姆斯·斯特林的设计获得了评委会的一致通过。
1984年3月9日，新國立美术馆落成。现在它被认为是德国后现代主义建筑最重要的作品之一。
1985年，英国雕塑家亨利·摩尔的雕塑作品《斜躺的女人》（Die Liegende）被放置在新馆的主入口。
建设之初新馆的设计在建筑界以及普通大众中都是颇受争议的。斯特林希望通过将19世纪古典博物馆建筑设计元素和现代工业化设计材料的相结合，以消除建筑的时代性并同时强调艺术与建筑的本质。新馆建筑的主体材料主要是传统的石灰华和砂石，但同时添加了色彩斑斓的现代工业化钢材。绿色条栏玻璃窗，粉色和蓝色并行的水管状扶手和黄色主体形成鲜明对比。国际专业报刊上对该建筑的反应大体上还是积极的，但也有像著名建筑师弗雷·奥托奥地利建筑评论家弗里德里希·阿赫莱特纳等专业人士指责斯特林设计中过多的纪念性和引用了很多历史元素。因为这打破了当时的禁忌，德国战后建筑需要与国家社会主义时期的建筑形成鲜明对比，不应该包含过多历史痕迹的。斯特林对此做出如下反驳：”我们希望这座建筑......能成为具有纪念价值的，因为具备纪念性是公共建筑的传统。但我们也希望它能变成非正式的‘平民主义’然后受到欢迎的”。新馆开放的第一年，统计数据显示该馆游客人数便攀升到第二位。

### 斯泰布馆（旧馆的延伸）
2000年至2002年，在旧馆东面扩建了第三座建筑，70多米高的五层楼建筑，通过两座玻璃桥与旧馆连接，主要用于收藏图片集和设置了两个新的展厅和放置图形柜。该建筑是由瑞士建筑师夫妇斯泰布+斯泰布设计的，因此该建筑以他们的姓氏斯泰布命名。整个博物馆现在有超过40万件收藏品，斯泰布馆的修建是战后首次实现了为展品的保存，修复及展示提供充足的空间。

### 历届馆长
- 卡爾·馮·萊姆克（英语：Carl von Lemcke），1881年－1901年
- 康拉德·馮·蘭格（德语：Konrad von Lange），1901年－1907年
- 馬克斯·迪茲（Max Diez），1907年－1915年
- 海因里希·魏茨澤克（德语：Heinrich Weizsäcker），1915年－1919年
- 埃德溫·雷德斯洛布（英语：Edwin Redslob），1919年－1920年
- 漢斯·布赫海特（德语：Hans Buchheit），1920年－1931年
- 奧托·費舍爾（德语：Otto Fischer (Kunsthistoriker)），1921年－1927年
- 海因茨·布勞內（德语：Heinz Braune），1927年－1946年
- 海因里希·穆斯珀（Heinrich Musper），1946年－1963年
- 埃爾文·彼得曼（Erwin Petermann），1963年－1969年
- 彼得·貝耶（Peter Beye），1969年－1994年
- 克里斯蒂安·馮·霍爾斯特（德语：Christian von Holst），1994年－2006年
- 肖恩·蘭伯德（英语：Sean Rainbird），2006年－2012年
- 克里斯蒂安·蘭格（德语：Christiane Lange），2013年至今

## 收藏

### 历史绘画和雕塑藏品
展馆收藏了约5000件历史绘画和雕塑藏品，该历程可追溯到18世纪时期，当时符腾堡公爵的收藏为此奠定了基础。
展馆现包含了以下藏品：
- 1300-1550年德国绘画
- 1300-1800年意大利绘画
- 1500-1700年荷兰绘画
- 巴洛克时期德国绘画
- 1800-1900年艺术（浪漫主义、印象主义）

### 著名藏品
- 安尼巴莱·卡拉奇的《死去的基督》（1583-1585年）
- 马克斯·贝克曼的《鱼背上的旅行》
- 萨尔瓦多·达利的《The Raised Instant》（1938年）
- 喬治·格羅茲的《葬礼》（1918年）
- 弗兰茨·马尔克的《黄色小马》（1912年）
- 亨利·馬蒂斯的《With the Toilet (La Hair-style)》（1907年）
- 胡安·米羅的《The Bird with the Calm View, the Wings in Flames》（1952年）
- 皮特·蒙德里安的《白、红、蓝的构成》（1936年）
- 巴勃羅·畢卡索的《母与子》（1905年）、《Laufende Frauen am Strand》（1922年）、《The Breakfast in the Free One》（1961年）
- 保羅·克利、馬克·夏卡爾、瓦西里·康定斯基的作品